# Kon Tum (Stadt)
Kon Tum ist die Hauptstadt der Provinz Kon Tum in Vietnam. Sie befindet sich im Zentralen Hochland nahe der Grenze zu Laos und Kambodscha. Die Provinzstadt Kon Tum hatte 2019 eine Einwohnerzahl von 168.264. In der eigentlichen Stadt leben davon 102.051. Die Stadt verfügt seit 2009 über das Stadtrecht und besitzt den Status einer Provinzstadt der 3. Klasse.

## Geschichte
Nachdem die vietnamesische Volksarmee am 30. März 1972 während der Osteroffensive in Südvietnam einmarschiert war, versuchten zwei Divisionen, Kon Tum zu erobern, scheiterten jedoch. Im März 1975 wurde Kon Tum jedoch während der Frühjahrsoffensive überrannt und eine große Anzahl von Flüchtlingen musste nach Osten zur südlichen Mittelküste fliehen.
Kon Tum hat mehrere Überreste der französischen Kolonialzeit sowie mehrere Stammesdörfer direkt in den Vororten der Stadt. Zu den Wahrzeichen der Stadt gehören eine römisch-katholische Holzkirche auf diskreten Stelzen und ein großes, in Frankreich erbautes Theologisches Seminar, in dem sich ein kleines Museum über lokale Bergvölker befindet. Die französische Missionspräsenz in Kon Tum geht auf das Jahr 1851 zurück.

## Galerie

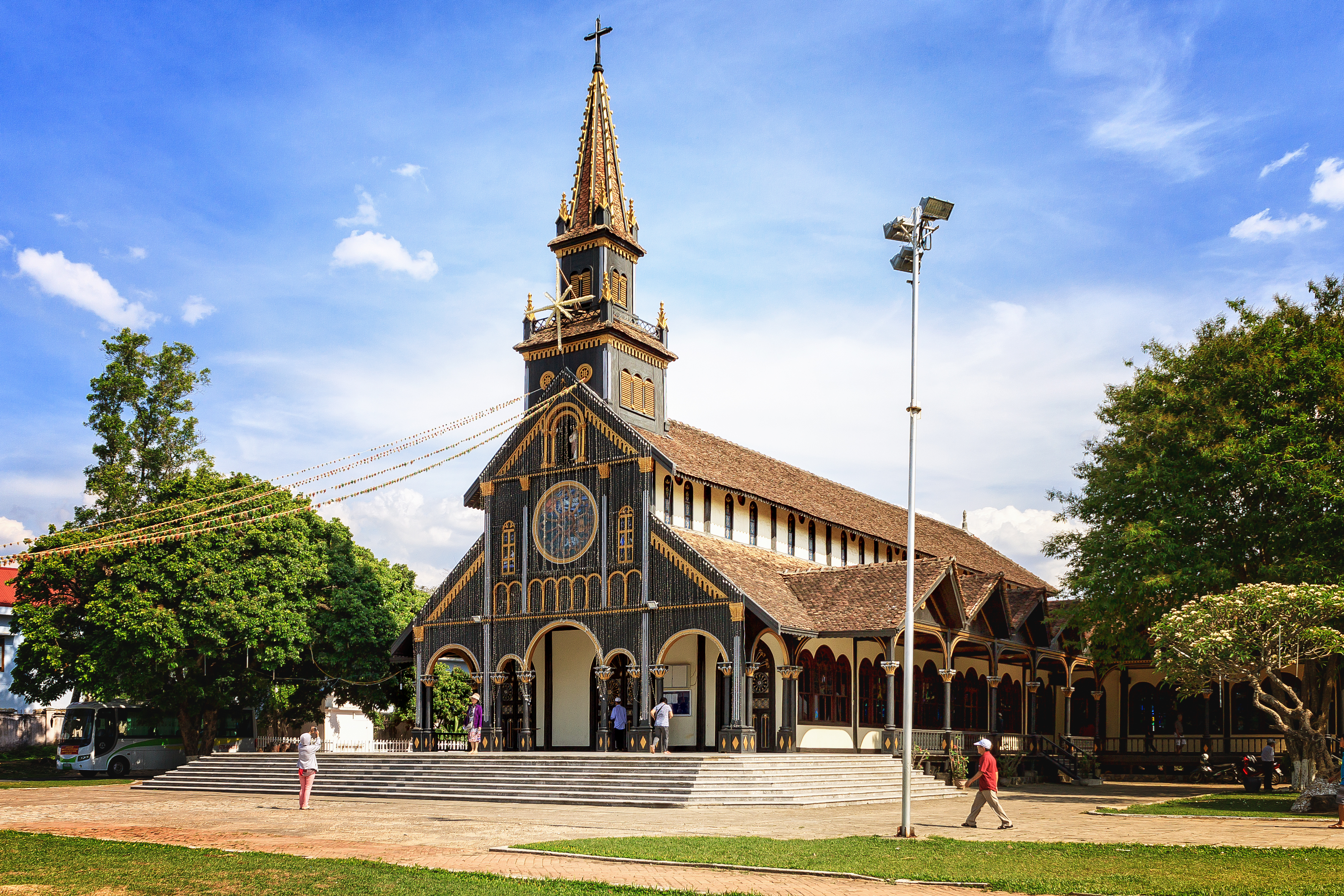
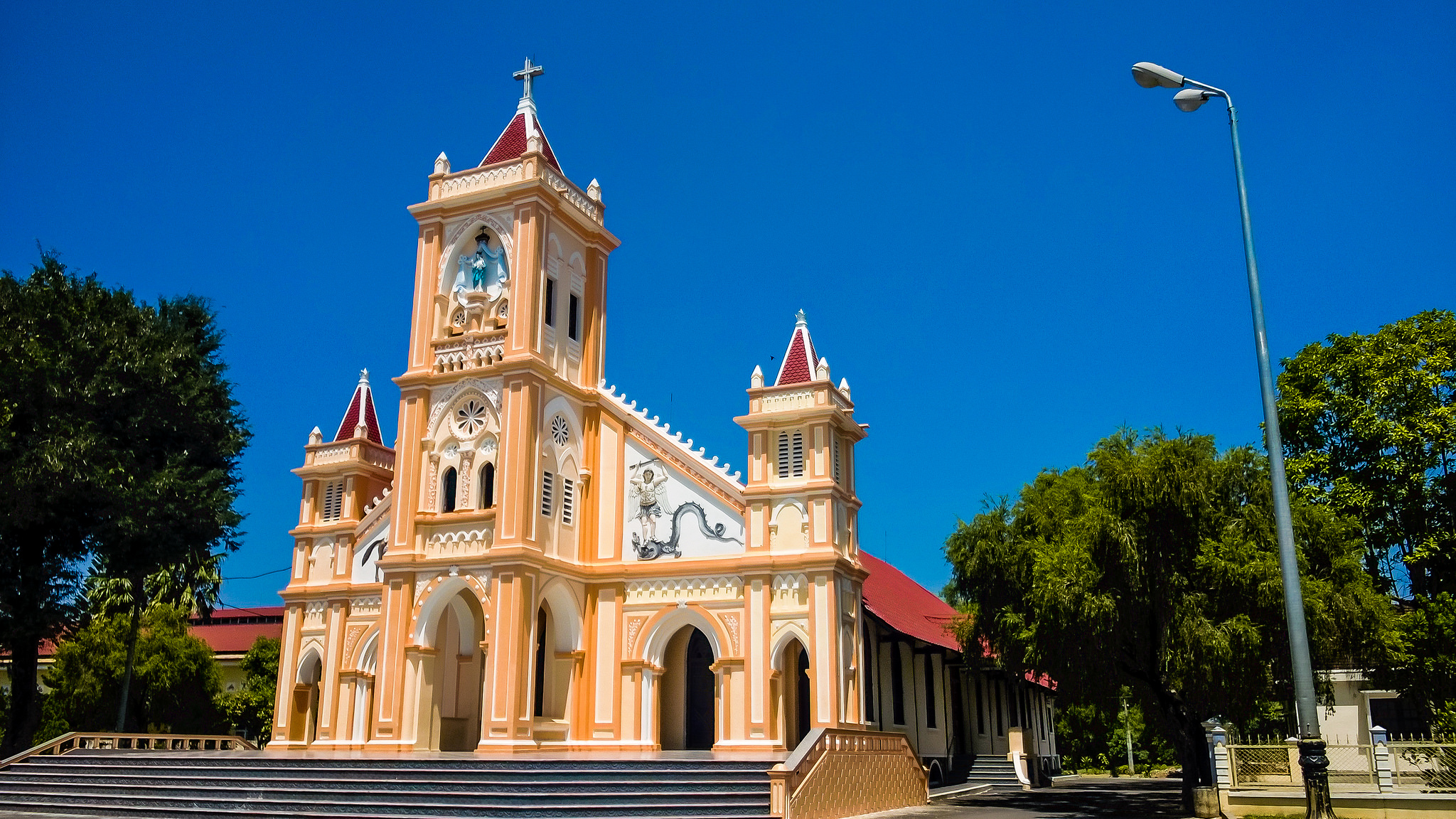
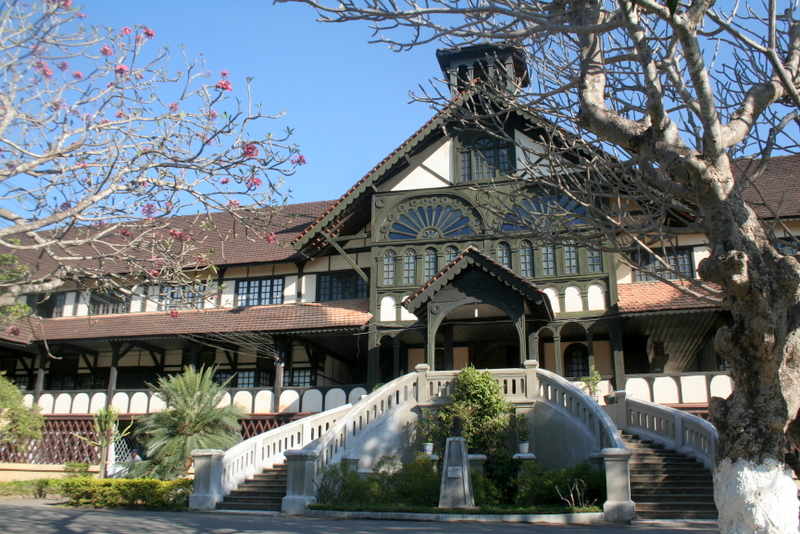
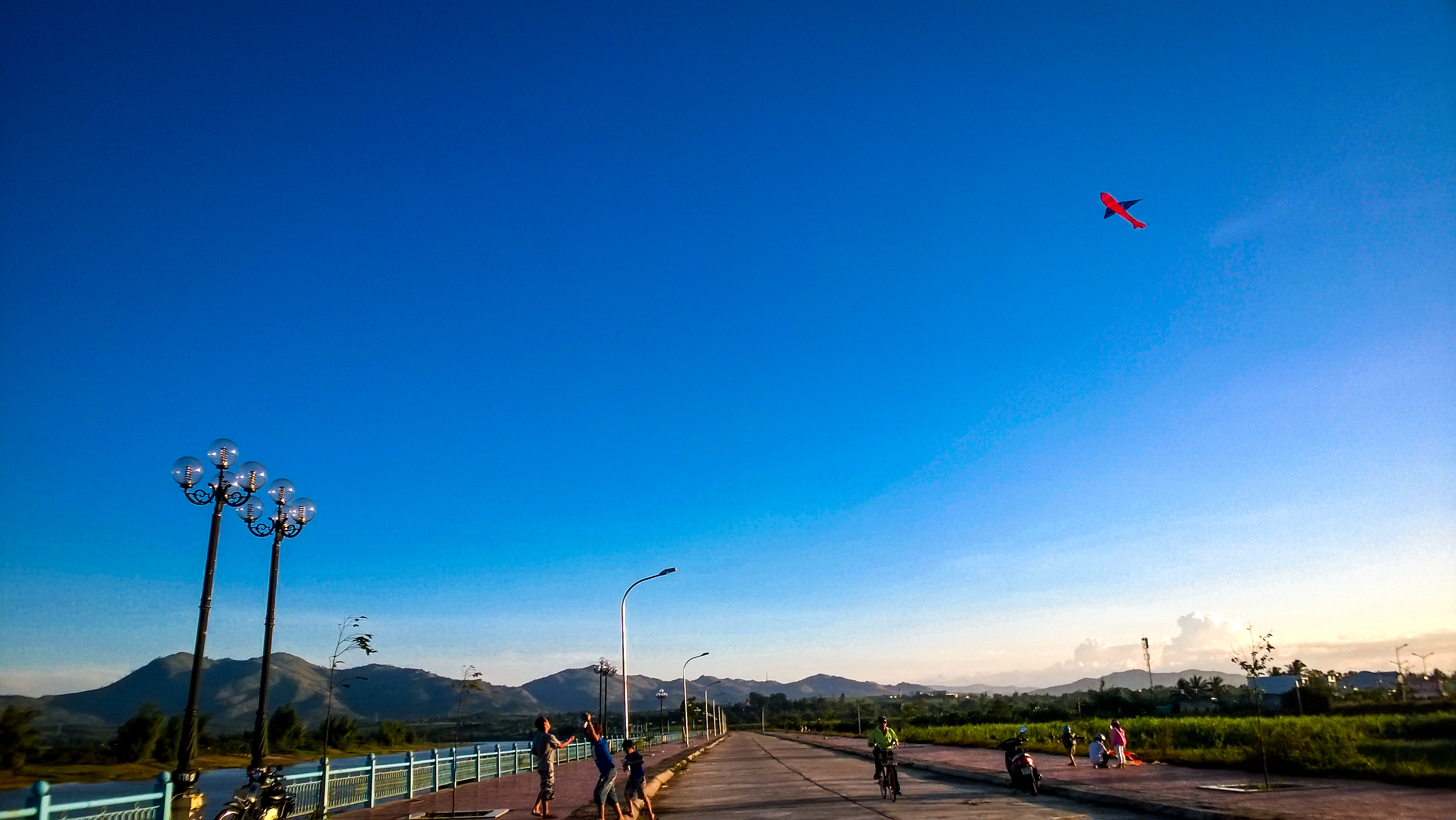